# 封建法西斯主义
封建法西斯主义在文化大革命结束后被中国共产党用来指代林彪、四人帮在文化大革命期间的意识形态和统治（也是中共形容袁世凱統治時期）。

## 概述
寫於1971年的《五七一工程纪要》稱毛泽东治下的中國奉行社会法西斯主义和社會封建主義。
1978年召开的中央工作会议上，叶剑英最早将林彪、四人帮称为“封建法西斯分子”，他认为“林彪、四人帮以封建主义冒充社会主义，说是用社会主义反对资本主义，实际是用封建主义来反对社会主义。”获李维汉、胡耀邦、邓小平等人认同。
在中国文化大革命结束后的改革开放时代，中国共产党用这个词来描述文化大革命的过度行为，认为它来自于个人，比如四人帮，而不是整个党。共产党的官方解释是，林彪和四人帮代表了中国封建思想的残余，他们用法西斯主义的恐怖手段压制人民民主，被批评为封建法西斯主义的方法包括专制、仪式化的教条和军事镇压。 它还提到，党与国之间普遍缺乏稳定的融合，这是由于滥用群众路线以及对以延安路径处理党内分歧缺乏关注。
一些持不同政见者认为，“封建法西斯主义”的开始早于文化大革命。